# Лозовенька (річка)
Лозове́нька — річка в Україні, в межах Дергачівського району Харківській області. Ліва притока Лопані (басейн Сіверського Дінця).

## Опис
Довжина річки 16 км, площа басейну 77 км². Річище слабо звивисте.

## Розташування
Витоки розташовані біля села Руська Лозова. Тече переважно на південний захід. Впадає до Лопані на захід від смт Мала Данилівка (неподалік від північно-західної околиці Харкова), за 21 км від гирла Лопані та за 72 км від її витоку. 
Тече через населені пункти: с. Руська Лозова, с. Черкаська Лозова та смт Мала Данилівка. 
На річці розташоване Лозовеньківське водосховище та кілька ставків.

## Притоки
Праві: Яр Варилишин, Яр Вонючка, Яр Дігтярний, Яр Крутенький, Яр Личенків, Яр Логутин,  Яр Яловишин. 
Ліві: Яр Попів, Яр Рудка.